# セツルメント国家議会
セツルメント国家議会（the Congress of Settlement nations、通称CONSENT）は、映像作品及びゲームソフト『G-SAVIOUR』に登場する架空の組織である。

## 概要
宇宙世紀(U.C.)0218年の地球連邦分裂の後に、総会に議席を持ち連邦を構成していた地球上の国家がそのまま一つの政体に留まり、親地球派サイド（サイド2、サイド3、サイド5、サイド7）と新たに結成した組織。主に国家議会または議会と略称される。
各サイドに加えて地球全土を勢力圏に持っており、本部も地球内に置かれているため、事実上の地球連邦の後継の位置に当たる組織である。しかしこの時代には植民地を意味するスペースコロニーがスペースセツルメントへと改称されており、また地球上の環境破壊などの影響で宇宙への依存度が増しており、更にコロニー在住者も地球を離れて久しく地球を故郷とみなさなくなった、などの意識変化もあってか、従来の時代程のスペースノイドとアースノイドの激しい確執はもはや見られなくなっている（ザンスカール戦争の時代からその傾向があることが描写されている）。
U.C.0223年においてはセツルメント国家議会に対抗する形でサイド1と4が月と共に結成したセツルメント自由同盟と敵対関係にあり、また残るサイド6やサイド8（ガイア）に対しても圧力をかけ続けている状況にある。

## 組織形態
国家議長と呼ばれる役職をトップとしている他、各自治区には総督が配置され、地球もその一つである地球自治区としてガーノー総督によって治められている。
また、セツルメント国家議会軍として高い軍事力を保有しており、モビルスーツの研究開発も活発に行われている。旧地球連邦軍の一部がベースとなっていることもあってか、その内部は軍閥的な組織となっており、特に勢力拡大を企む強硬派は活発な軍事活動を行っている。そのため、地球圏の勢力バランスを保つ目的で秘密結社イルミナーティの標的となる事も多い。

## セツルメント国家議会軍
セツルメント国家議会が保有する軍。旧地球連邦軍（旧連邦軍）の後継組織であり、実際に旧連邦軍を移行・再編する形で誕生した。
国家には「国家と国民の生命・財産を防衛する」という権利、義務がある。軍隊は国家と国民を侵略の脅威・災害から守るために存在する。ゆえに大量の民間人の犠牲を出してしまった5年前の紛争（宇宙世紀(U.C.)0217年～宇宙世紀(U.C.)0218年）後も軍は解体されることなく、高級指揮官は厳しく告発されたものの、多くの連邦軍人が議会軍人へと姿を変えることができた。
国家議会軍は陸海空宇宙などの各フィールドごとに軍を擁している。宇宙世紀(U.C.)0223年時点で最も発言力と兵員数を持つのは紛れもなく宇宙軍であり、彼らは緊急展開軍としての性格も強く併せ持つ。
議会軍は旧連邦軍と同様に、徴兵制と志願制、二つのシステムを用いている。これは兵役は国民の義務であるという、旧世紀から続くも考えにもとづいているためだ。

## モビルウェポン(MW)計画
セツルメント国家議会軍が開発を進めている無人モビルスーツで、有人機であるMSを指揮官としつつ無人機であるMWを利用することで戦力の増強を行う計画で、これに基づいてMWレイ及びMWレイドが開発された。実戦の兵力としても十分な性能を持ち、ガイアの光事件の際に投入されたMWレイは旧式MSで構成されたサイド・ガイアの戦力を圧倒するものの、優れた操縦技術を持つマーク・カランのGセイバーや、その後介入を行ったイルミナーティのイリュージョン部隊には叶わなかった。
また、事前に指定された命令に則って戦闘を行うために突発的にその範疇を越えた状況には対応しきれない面があり、ガーノー総督が議会軍の物ではなくガイアのシャトルを利用して脱出しようとした際にも命令通りにそのまま撃墜してしまっている。

### プロジェクト・レイブン
ガーノー総督亡き後にその腹心であったバイス・バッシング准将が進めていた新型MW開発プロジェクト。
それにより開発された新型機レイブンに搭載されているAIライシスは一見有人MSとして振る舞い、精鋭であるグレムリーシープ隊の隊長を務めることが出来る程の高い柔軟さと戦闘能力を兼ね備えたが、計画を察知したイルミナーティのライトニング部隊の活躍によって各地の基地とレイブンとライシスは破壊され、計画は頓挫した。

## 主な戦力など
戦力の中核となるのは人形兵器モビルスーツ。誕生から1世紀半以上の時を経たこの兵器は初期のものと異なり、大出力エンジンを用いてあらゆる環境で威力を発揮する。陸では戦車、宇宙では宇宙戦闘機と諸兵科連合編成による隊形を組み、敵を撃破し任務を達成していくのだ。連邦時代のノウハウの蓄積のためか、軍事力では、国家議会軍が最も優れているとする評者も多い。
セイバーチームによって開発されたブグ系を筆頭に、モノアイタイプの頭部を持つ機体が多く使用されている。

### 機動兵器
- CCMS-03 ブグ
- CCMS-03 ブグ2
- CCMS-04 スピアヘッド
- CAMS-13 レイ
- CAMW-13 MWレイ
- CAMS-14 レイド
- CAMW-14 MWレイド
- CAMS-15 レイブン

### その他
- モビルスーツ母艦
- ユリシス
- グッピー